# マイクロンジャパン
マイクロンジャパン株式会社（英: Micron Japan, Ltd.）は、最先端メモリ製品の販売およびマーケティングを事業とする、半導体メモリメーカーである。
同社は、マイクロンメモリジャパン（MMJ）と共にマイクロン·テクノロジの傘下である。

## 詳細
マイクロンジャパンは神戸製鋼所とテキサス·インスツルメンツ(TI)に起源を持つ。
1989年5月に、テキサス·インスツルメンツは既に日本国内で日本テキサス·インスツルメンツを設立して事業を行っていたが、その拡大にあたって、市況リスクを回避するために共同出資相手を捜していた。半導体製品のテスティング事業を受託していた神戸製鋼所が、本格的に半導体ビジネスへ進出するにあたって、テキサス·インスツルメンツとの共同出資に名乗り出た。
KTIセミコンダクターが、翌1990年5月に両社の共同出資で設立され、西脇市に工場を設立してDRAM事業を開始し、1992年5月から市場に製品を供給し始めた。
同社は、1998年10月にマイクロン·テクノロジとの資本提携を受けて、翌1999年4月にKMTセミコンダクターに商号を変更した。
KMTセミコンダクターは、その後の2001年2月16日にマイクロン·テクノロジの完全子会社となり、マイクロンジャパンと商号を改めた。
同社の西脇工場は2011年6月3日にタワージャズジャパンに売却され、マイクロンジャパンはDRAM事業から撤退してNAND型フラッシュメモリ専業になった。
なお、この西脇工場は、2014年7月末に閉鎖されている。

## 沿革
- 1990年5月1日 ‐ KTIセミコンダクターとして設立される
- 1998年10月 ‐ マイクロン·テクノロジとの資本提携を受ける
- 1999年4月1日 ‐ KMTセミコンダクターに商号を変更する
- 2001年2月16日 ‐ マイクロン·テクノロジの完全子会社としてマイクロンジャパンと商号を改める